# Михайлов, Михаил Михайлович (юрист)
Михаи́л Миха́йлович Миха́йлов (1826—1891) — русский юрист, заслуженный ординарный профессор, доктор права (1866), историк.

## Биография
Родился 24 сентября (6 октября) 1826 года (биографические словари указывают также 1827 год).
В 1847 году окончил юридический факультет Санкт-Петербургского университета со степенью кандидата, в 1848 году получил звание магистра гражданского права за сочинение «История образования и развития системы русского гражданского судопроизводства до уложения 1649 г.». В 1849—1851 годах преподавал законоведение в Ларинской гимназии.
В 1850—1869 годах был адъюнктом на кафедре российских гражданских законов у К. А. Неволина, читал курс гражданского судопроизводства. Также был преподавателем русского языка при Институте Корпуса горных инженеров.
В 1866 году в Московском университете защитил диссертацию на степень доктора: «Русское гражданское судопроизводство в историческом его развитии от Уложения 1649 года до издания Свода законов». С 1869 года — профессор Петербургского университета, затем заслуженный профессор. Читал также лекции в Константиновском военном училище.
Был произведён в действительные статские советники 28 марта 1871 года.
Сотрудничал с журналами «Библиотека для чтения» и «Журнал Министерства народного просвещения».
В 1872 году перешел на службу в Министерство юстиции; был членом судебных палат в Саратове и Харькове. Харьковский университет, в связи с уходом П. П. Цитовича, в 1874 году предложил ему чтение лекций по гражданскому праву.
Был награждён орденами Св. Станислава 2-й степени с императорской короной (1861) и Св. Анны 2-й степени (1869).
В феврале 1878 года вышел в отставку, но 15 июня того же года вернулся на службу, с 1879 года был начальником Санкт-Петербургского Тюремного комитета.
Умер в Ярославле 4 (16) ноября 1891 года. Похоронен на Леонтьевском кладбище.

## Избранная библиография
Кроме диссертаций были изданы:
- История состояния городских обывателей в России (М., 1849)
- Торговое право. Лекции (СПб., 1857—1860)
- Местные гражданские законы (СПб., 1860)
- Лекции местных гражданских законов М. М. Михайлова (1860)
  - Вып. 1
  - Вып. 2
- Военные законы (1861)
- Курс законоведения (СПб., 1862)
- Военно-уголовное право (СПб., 1871)
  - Часть 1. Отдел общих и военно-уголовных законов
  - Часть 2. Отдел военного судопроизводства
- История русского права (СПб., 1871)
- Элементы правоведения в применении к русскому законодательству (1871)

современное издание
- Избранные произведения. Михайлов М. М. — Статут, 2014. — 312 с. — ISBN 978-5-8354-0983-9.